# Músculo adutor do hálux
O músculo adutor do hálux é um músculo do pé.

## Referência
DÂNGELO, José Geraldo & FATTINI, Carlo Américo. Anatomia básica dos sistemas orgânicos: com a descrição dos ossos, junturas, músculos, vasos e nervos. São Paulo: Editora Atheneu, 2004.